# 新疆雅罗鱼
新疆雅罗鱼（学名：Leuciscus merzbacheri）为輻鰭魚綱鯉形目雅羅魚科雅罗鱼属的鱼类，俗名小白鱼，是中国的特有物种。分布于新疆的布尔津、昌吉、博乐、乌尔禾河、玛纳斯河和乌鲁木齐等。该物种的模式产地在新疆。

## 特徵
本魚體色深灰色背面側邊，銀白色在較下面的部位與腹面上；深灰色在背鰭與尾鰭鰭與黃色的胸鰭，腹鰭與臀鰭上。在身體上的後面中的些微地被設置的背鰭；胸鰭與腹鰭短與小的，體長可達24.4公分。

## 生態
本魚棲息在寒冷溫帶的平原的水域上層，時常停留在緩慢移動的河、湖或者靜止的水域中，移動快速地與活潑，以矽藻、絲藻與水生昆蟲等為食。

## 扩展阅读
維基物種上的相關：新疆雅罗鱼